# Carl Adolf Nordström
Carl Adolf Nordström, född 28 januari 1845 i Uppsala, död 3 juni 1925 i Johannes församling, Stockholm, var en svensk ingenjör, lärare och läroboksförfattare.
Nordström var son till konditor Carl Johan Nordström och Sofia Albertina Tidlind och växte upp i Uppsala. Där avlade han studenten den 25 maj 1867 och fortsatte på Teknologiska institutet, med examen 1870. Han började sin bana vid Lantbruksakademiens laboratorium 1870–1871, innan han blev lärare på en rad skolor i Stockholm. Nordström var en av de mer långvarigt verksamma lärarna vid Tekniska skolan under det sena 1800-talet och var verksam inom flera olika skolformer, vilket speglar hans roll i den växande tekniska utbildningen i Sverige. Hans föreläsningar vid Arbetarinstitutet visar också på ett engagemang i folkbildningsrörelsen. Han författade eller bearbetade även ett par läroböcker, Elektriciteten (en bearbetad översättning), samt Kemiens grunder.  
Nordström undervisade i ämnena kemi, fysik, naturlära, samt varukännedom på skolor som Sjökrigsskolan, Tekniska skolan, Byggnadsyrkesskolan, Maskinyrkesskolan, samt kvinnliga skolan. 
Han gick i pension den 30 april 1916.